# Reed valve

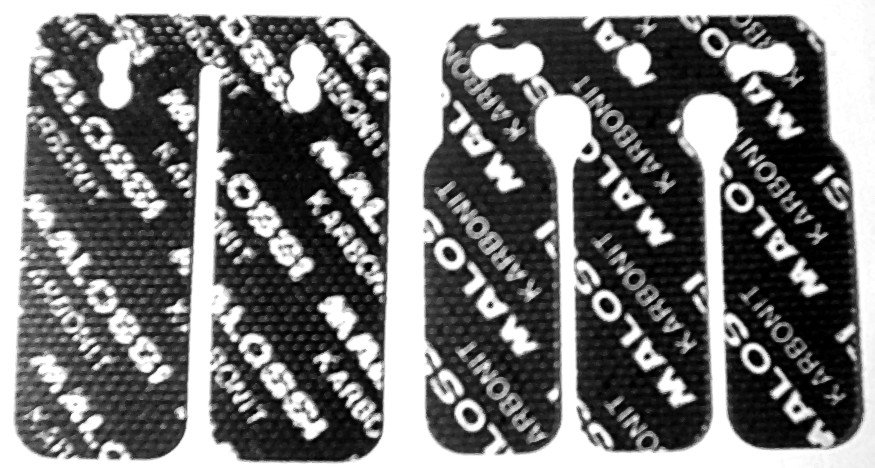
Malossi koolstofvezel membraaninlaat

Een reed valve is een membraaninlaat voor tweetaktmotoren, die het instromen van het brandstofmengsel in de tweetaktmotor toelaat, maar het terugblazen tijdens de compressie voorkomt.
Hij was oorspronkelijk gebruikt door Yamaha en was een alternatief voor de roterende inlaat. De reed valve was overigens niet door Yamaha bedacht, maar Yamaha maakte het principe betrouwbaar door roestvrijstalen membranen te gebruiken. Omdat de membranen in V-vorm werden geplaatst, sprak men ook wel van V-type reed valve.
Ook in het inlaattraject van turbo-motoren kunnen meerdere reed valves zitten. In Nederland weleens rietklep genoemd. Zie ook Torque Induction System.
De reed valve die door Suzuki vanaf 1976 op de RM 125-250-370 crossmotoren werd toegepast heette Power reed.
Kawasaki kwam in 1983 met een 250 cc wegracer, de KR 250, waarbij een roterende inlaat en membraanbesturing gecombineerd waren. Dit systeem heette RRIS (Rotary and Reed valve Intake System'.
In 1991 werd door Boyesen Engineering een vervangings-reed valve voor crossmotoren, jetski's, quads en sneeuwmobielen met de naam Radical Air Design (RAD) Valve uitgebracht.